# Volcán Lascar
Volcán Lascar är en kon i Chile.   Den ligger i regionen Región de Antofagasta, i den norra delen av landet, 1 200 km norr om huvudstaden Santiago de Chile. Toppen på Volcán Lascar är 5 580 meter över havet, eller 103 meter över den omgivande terrängen. Bredden vid basen är 1,3 km. Volcán Lascar ingår i Cerros de Saltar.
Terrängen runt Volcán Lascar är kuperad söderut, men norrut är den bergig. Trakten runt Volcán Lascar är nära nog obefolkad, med mindre än två invånare per kvadratkilometer.. Det finns inga samhällen i närheten. 
Trakten runt Volcán Lascar är ofruktbar med lite eller ingen växtlighet.